# Lysapsus laevis
A Lysapsus laevis a kétéltűek (Amphibia) osztályának békák (Anura) rendjébe és a levelibéka-félék (Hylidae) családjába, azon belül a Pseudinae alcsaládba tartozó faj.

## Előfordulása
A faj megtalálható Brazíliában, Bolíviában és Guyanában. Természetes élőhelye a nedves szavannák, szubtrópusi vagy trópusi időszakosan nedves vagy elárasztott síkvidéki rétek, folyók, mocsarak, édesvizű lápok, időszakos édesvizű lápok.